# 馮朝隱
冯朝隐（？—？），岐州凤翔县（今陕西省凤翔县）人，一说长乐郡（今河北冀州）人，唐代官员、学者。

## 生平
冯朝隐原为朝邑县（今陕西省大荔县）丞，元行冲知丽正院，推荐冯朝隐入丽正院校书。唐玄宗留意经义，自褚无量、元行冲去世后，康子元、冯朝隐和宋州人陈希烈到宫中讲《老子》、《易经》。侯行果、敬會真和冯朝隐一起进讲。冯朝隐能推索《老》、《庄》秘义，冯朝隐官至太子右谕德，敬会真官至太学博士。唐玄宗以張說、徐堅、贺知章、趙冬曦、冯朝隐、康子元、侯行果、韋述、敬會真、趙玄默、毋煚、呂向、咸廙業、李子釗、東方顥、陸去泰、余欽、孫季良为十八學士。《新唐书·艺文志》有《冯朝隐注<老子>》。